# Melina Schuh

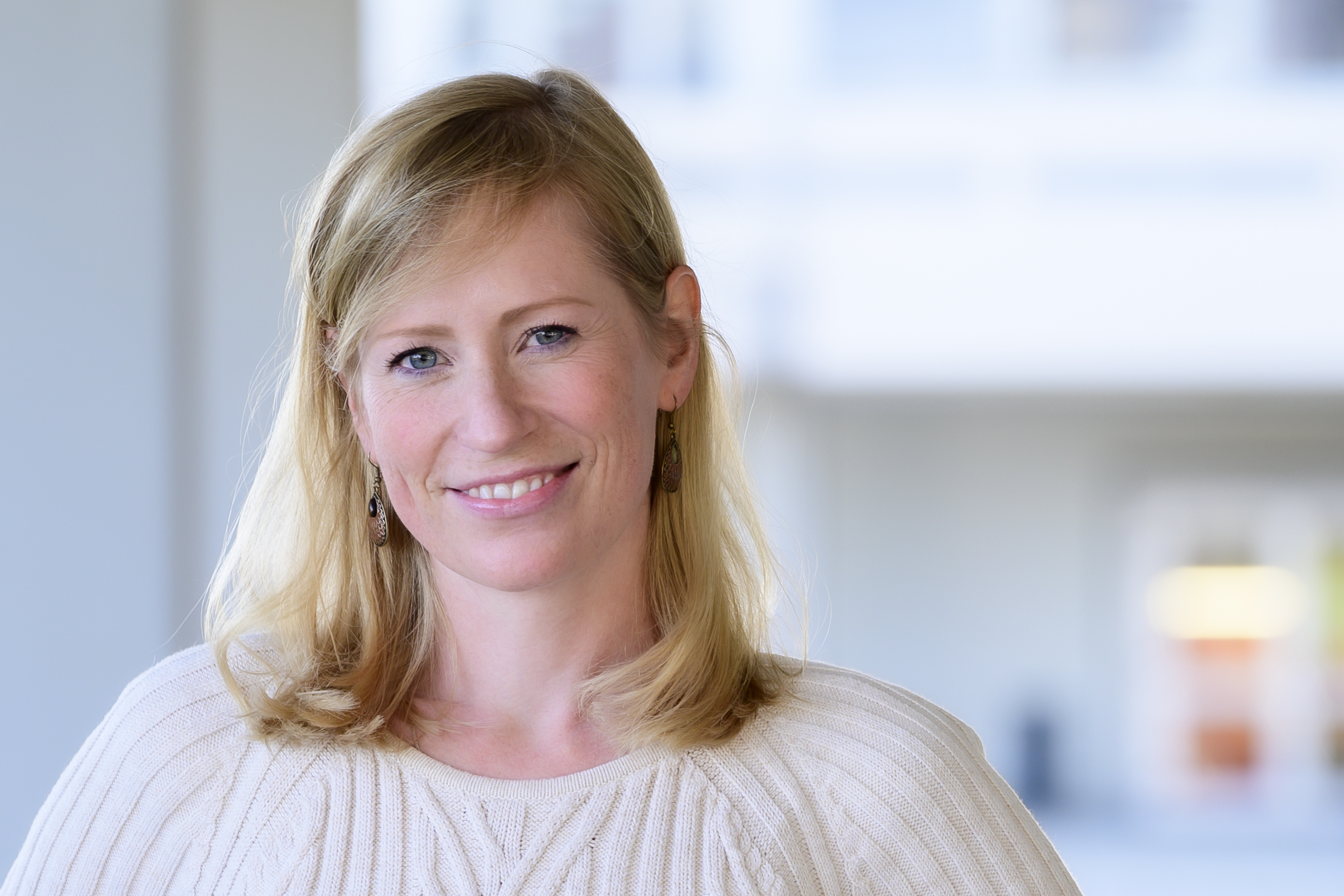
Melina Schuh, 2020

Melina Schuh (* 14. April 1980 in Bad Pyrmont) ist eine deutsche Biochemikerin und Direktorin am Max-Planck-Institut für Multidisziplinäre Naturwissenschaften. Sie ist bekannt für ihre Arbeiten zur Meiose in Säugetier-Oozyten und zur Abnahme der Fruchtbarkeit mit dem Alter der Frau sowie für die Entwicklung der Trim-Away Methode, mit der Proteine gezielt aus Zellen entfernt werden können.

## Leben und Ausbildung
Melina Schuh wurde am 14. April 1980 in der südniedersächsischen Kurstadt Bad Pyrmont in Deutschland geboren, wo sie bis zum Abitur am Humboldt-Gymnasium lebte. 2004 erhielt sie ihr Diplom im Fach Biochemie von der Universität Bayreuth, wo sie mit Stefan Heidmann und Christian Lehner den Einbau des Centromer-Proteins Cenp-A in Drosophila Embryonen untersuchte.

## Beruflicher Werdegang
Melina Schuh führte ihre Doktorarbeit mit Jan Ellenberg am European Molecular Biology Laboratory (EMBL) in Heidelberg durch. Hier etablierte sie Methoden für hochaufgelöste Lebendzellaufnahmen der Meiose in Oozyten von Mäusen. Sie verwendete diese Methoden um die Organisation und Positionierung der Spindel in Maus-Oozyten zu untersuchen. 2009 wurde Schuh Gruppenleiterin am MRC Laboratory of Molecular Biology in Cambridge in England. 2016 wurde sie als Direktorin ans Max-Planck-Institut für biophysikalische Chemie nach Göttingen in Deutschland berufen. 2022 fusionierte das Institut mit dem Max-Planck-Institut für experimentelle Medizin und wurde hierdurch zum Max-Planck-Institut für Multidisziplinäre Naturwissenschaften.
Das Labor von Melina Schuh untersucht die Entwicklung und Funktion von Säugetier-Oozyten. Des Weiteren erforscht das Labor die Ursachen für die altersabhängige Abnahme der Fruchtbarkeit der Frau. Die Arbeiten von Melina Schuh fokussieren sich insbesondere auf den Prozess der Teilung der Oozyte. Hierbei reift eine Oozyte zu einer befruchtungsfähigen Eizelle heran, indem sie die Hälfte der Chromosomen in einer kleinen Zelle, dem Polkörper, eliminiert. Hierfür muss der Spindelapparat der Oozyte asymmetrisch positioniert werden. Melina Schuh konnte Proteine entdecken, die durch Herstellung spezieller Aktin-Netzwerke die asymmetrische Positionierung der Spindel ermöglichen. Sie konnte zudem zeigen, dass am Prozess der Spindelpositionierung auch Vesikel beteiligt sind, welche die Dynamik und Organisation der Aktinnetzwerke kontrollieren. Zudem konnte ihre Gruppe Strategien entwickeln, mit denen systematisch neue Gene gescreent werden können, die für die Meiose von Maus-Oozyten notwendig sind.
Fehler bei der Teilung von Oozyten führen zu Fehlgeburten und sind die Hauptursache für die Abnahme der Fruchtbarkeit mit dem Alter der Frau. Durch eine Zusammenarbeit mit der Bourn Hall Clinic, der ersten IVF-Klinik der Welt, konnte Schuhs Labor direkt die Teilung von menschlichen Oozyten untersuchen und die Bildung der Spindel und die Chromosomentrennung in diesem Prozess verfolgen. Das Team fand heraus, dass menschliche Oozyten nur sehr langsam eine Spindel bilden und häufig vorübergehend instabil sind, was die Wahrscheinlichkeit von Fehlern bei der Chromosomentrennung erhöht. Ihr Labor untersucht zudem, weshalb ältere Mütter häufiger von Fehlgeburten betroffen sind oder gar nicht erst schwanger werden können. Sie fanden heraus, dass Oozyten von älteren Müttern häufig Defekte in der Architektur der Chromosomen haben, welche zu Fehlern bei der Teilung von Eizellen führen.
Das Labor entwickelte zudem eine Methode für den gezielten Abbau von Proteinen in Zellen, welche Trim-Away heißt, und keine vorhergehende Modifikation der Proteine erfordert. Zudem konnte das Labor zeigen, dass Aktin und eine Flüssigkeits-ähnliche Spindeldomäne für die Bildung von Spindeln in Oozyten wichtig sind. Kürzlich konnte ihr Labor den Grund für die Instabilität von Spindeln in menschlichen Oozyten identifizieren sowie einen Mechanismus für die Speicherung von mRNAs in Säugetier-Oozyten.

## Preise und Auszeichnungen
- 2002–2004: Stipendium der Studienstiftung des deutschen Volkes[1]
- 2005–2008: Promotionsstipendium der Studienstiftung des deutschen Volkes[1]
- 2012: EMBO Young Investigator[27]
- 2013: ERC Starting Grant[28]
- 2014: Lister Institute Research Prize[29]
- 2014: Biochemical Society Early Career Award[30]
- 2015: John Kendrew Young Scientist Award[31]
- 2018: EMBO Gold Medal[32]
- 2019: Colworth Medal, Biochemical Society[33]
- 2019: Gottfried Wilhelm Leibniz-Preis[34]
- 2019: Mitglied der Deutschen Akademie der Naturforscher Leopoldina[35]
- 2021: Ausgewählt für „Ahead of the Curve“ Buch über Wissenschaftlerinnen des LMBs[36]
- 2023: Honorarprofessur der Universität Göttingen[37]